# Léon Susse
Henri Léon Victor Susse (París, 23 de septiembre de 1844-París, 16 de febrero de 1910) fue un deportista francés que compitió en vela en la clase tonelaje. Participó en los Juegos Olímpicos de París 1900, obteniendo dos medallas de plata en la clase 2 – 3 Ton (regata 1 y 2).

## Palmarés internacional
| Juegos Olímpicos | Juegos Olímpicos | Juegos Olímpicos | Juegos Olímpicos     |
| Año              | Lugar            | Medalla          | Clase                |
| ---------------- | ---------------- | ---------------- | -------------------- |
| 1900             | París (Francia)  | Medalla de plata | 2 – 3 Ton (regata 1) |
| 1900             | París (Francia)  | Medalla de plata | 2 – 3 Ton (regata 2) |